# Aramane Koppa, Hosanagara
Aramane Koppa là một làng thuộc tehsil Hosanagara, huyện Shimoga, bang Karnataka, Ấn Độ.